# Димитрина Гюрова
Димитрина Георгиева Гю̀рова-Савова е българска драматична режисьорка и театрална педагожка, професор в НАТФИЗ „Кръстьо Сарафов“.

## Биография
Родена е на 9 октомври 1934 г. в Бургас. Завършва Девическата гимназия „Константин Фотинов“ в родния си град. От 1952 г. е студентка по режисура в класа на проф. Боян Дановски във ВИТИЗ „Кръстю Сарафов“; завършва през 1956 г.
В периода 1956 – 1959 г. е щатен режисьор в Драматичния театър в Сливен, 1956 – 1963 г. в Драматичния театър „Стоян Бъчваров“ във Варна, 1963 – 1966 г. в Драматичния театър „Адриана Будевска“ в Бургас, 1966 – 1970 г. в Нов драматичен театър „Сълза и смях“ и през 1986 – 1989 г. – Народен театър „Иван Вазов“. Гастролира в Москва, Белград и Балтимор, щата Мериленд.
От 1975 г. преподава актьорство за драматичен театър във ВИТИЗ, а от 1987 г. е професор. В периода 2003 – 2009 г. е член на Научната комисия по изкуствознание и изкуства на Висшата атестационна комисия към Министерския съвет.
Умира на 9 август 2020 г.

## Телевизионен театър
- „Рози за доктор Шомов“ (1984) (от Драгомир Асенов) - (заедно с Николай Савов)
- „Покана от Париж“ (1982)
- „Златното покритие“ (1979) (Драгомир Асенов)

## Постановки
Автор е на над 50 театрални и 39 телевизионни постановки. Част от тях са:
- „Платонов“, „Иванов“ и „Три сестри“ от Антон Чехов;
- „Врагове“, „На дъното“ и „Чудаци“ от Максим Горки;
- „Комедия от грешки“ и „Двамата веронци“ от Уилям Шекспир;
- „Дивата патица“ и „Призраци“ от Хенрик Ибсен;
- „Лукреция Борджия“ от Виктор Юго;
- „Херцогинята на Падуа“ от Оскар Уайлд;
- „Сънищата на Симона Машар“ от Бертолт Брехт и Лион Фойхтвангер;
- „Иван Шишман“ и „Каин и Магьосникът“ от Камен Зидаров;
- „Светът е малък“ от Иван Радоев;
- „Всяка есенна вечер“ от Иван Пейчев;
- „Хъшове“ и „Белодушков“ от Иван Вазов.

## Награди и отличия
- удостоена е със званието „Заслужил артист“;
- удостоена е със званието „Народен артист“;
- два пъти е носител на Наградата на София;
- два пъти е носител на наградата за режисура на Съюза на българските артисти[2];
- носител е на Държавната награда „Св. Паисий Хилендарски“ (2019)[4].